# 蘇民祭
蘇民祭（そみんさい）は、岩手県を中心に日本各地に伝わり1000年以上の歴史を有する裸祭りである。岩手県内では毎年1月から3月にかけて複数の蘇民祭が行われ、岩手の蘇民祭の名称で国の選択無形民俗文化財として選択されている。最も著名なものは、日本三大奇祭ないし日本三大裸祭りに挙げられる奥州市の黒石寺蘇民祭である。

## 蘇民祭の由来
『備後国風土記』の逸文によると「北海より南方に旅をしていた武塔神が人間に化身し、貧しい蘇民将来（そみんしょうらい）と裕福な巨丹（こたん）という2人の兄弟に一夜の宿を求めたところ巨丹はこれを拒み、蘇民将来は快く旅人を泊め粟飯で貧しいながらも精一杯もてなした。それから数年後、妻を娶り子を為した蘇民将来の所に再び武塔の神が現れ、自分の正体が建速須佐之男命であることを明かすと共に茅の茎で作った輪を身に付け「我は蘇民将来の子孫である」と唱えれば無病息災が約束されるであろうと告げた」とされ、この逸話を基に平安時代中期には蘇民祭の原形が出来上がっていたのではないかと考えられている。武塔神の正体も地域により様々で、黒石寺においては薬師如来であったとされる。
黒石寺に残されている記録では1773年の「黒石寺書上」に以下の記載がある。

一、年々正月七日夜妙見宮之神事往古者妙見山におひて有之右儀式ニ相用候鬼面十二有之相用申候処高山故か飛行き尤恐敷儀数多有之候ニ付其後薬師堂におひて祭礼儀式仕来候何時与薬師堂江相移申候哉往古儀ニ而相知不申候右鬼面本式ニ相宛候得者何国共なく飛行き候由ニ而何時相失候哉当時ハ二ツ相残居今ニ至る迄七日之晩子供之頭へ爲冠附人相付よしたいまつ爲持参詣群衆の中を相廻り儀式相勤申候右子共鬼子と申唱来候
一、年々右正月七日夜儀式ニ相用候薪ハ同六日ニ爲伐生割木を薬師堂の土間江三ケ所ニ焼切火ますます燃立候時参詣之諸人東西与投合 或ハ火を以打合申候是往古与祭礼之儀式ニ御座候右焼木を柴焼木（さいとうぎ）と申唱候

## 岩手県内各地の蘇民祭
関係者の高齢化や担い手不足の要因から、とくに蘇民祭のイメージとなっている裸の男性が蘇民袋を奪い合う祭りの部分については各地で終了していく傾向にあるが、一関市の長徳寺蘇民祭のように、同寺でも過去に一時行われていたと伝えられる蘇民袋争奪戦が2014年に復活され、続けられている例もある。
- 1月2日：胡四王神社蘇民祭（花巻市・胡四王神社）
- 1月第2日曜日：興田神社蘇民祭（一関市・興田神社）
- 1月14・15日：伊手熊野神社蘇民祭（奥州市・伊手熊野神社）
- 1月下旬：永岡蘇民祭（金ケ崎町・町内永沢・永栄地区一帯）
- 2月下旬：光勝寺五大尊蘇民祭（花巻市石鳥谷町五大堂・豊山派 貴峯山光勝寺）[2]
- 《廃止》2月下旬（旧暦1月7・8日）：黒石寺蘇民祭（奥州市・黒石寺、下記を参照。）
- ３月第１日曜日：長徳寺蘇民祭（一関市・長徳寺）
- 3月17日：早池峰神社蘇民祭（花巻市・早池峰神社）

## 黒石寺蘇民祭

### 概要
以下は黒石寺蘇民祭の概要であり、他の蘇民祭では細部が異なる場合がある。
- 旧暦正月7日夜から翌8日暁にかけて行なわれる。参加者である男子は祭の1週間前から精進潔斎に務めなければならず、肉・魚・ニラやニンニクのような臭いの強い食物、或いはそれらを調理した火を通した食物を口にすることが禁じられる。
- 22時に鳴らされる梵鐘の音を合図に祭が始まる。浄飯米（おはんねり）を持った祈願者の男女が水垢離（みずごり）をした後「ジャッソー、ジョヤサ」（邪〈ジャ〉を正〈ソ〉すの略）と掛け声を発しながら本堂を三巡し、五穀豊穣を始めとする幸福を祈願する。
- 23時30分より、全裸に下帯のみを身に付けた男たちが行列を為して福物の柴燈木（ひたき）と呼ばれる松明を掲げながら行進。2時、本堂で数え7歳の男児2人が扮する鬼子が本堂に入り福物の餅を境内にまいた後、再び境内に戻る。
- 5時、鬼子が本堂に再び入った後「袋出し」の5 - 6名の男が「蘇民袋」と呼ばれる麻袋を抱えて現れる。全裸の親方が小刀で蘇民袋を切り裂き、福物の小間木（こまき）を境内の男女が拾う一方で柴燈木登りに参加した男たちは引き裂かれた蘇民袋を激しく奪い合う。最終的に、蘇民袋の首にいちばん近い部分を持っていた者がその年の取主（とりぬし）となり、その年は東西どちらの土地が豊作となるかが決まる。

地元住民以外でも当日、境内で届け出れば参加は可能であるが、前述の精進潔斎を厳守して宗教行事であることの心得を要する。
旧くは黒石寺に限らずどの蘇民祭も下帯を含め一切の衣服を着用しない全裸で行われていたが、観光客の増加と共にストリーキング目的の参加者も増加して問題視され、黒石寺も2007年以降は下帯の着用が義務付けられ、全裸で行う伝統が途絶えた。親方は同年以後も全裸を続けているが、2008年に岩手県警水沢署は「宗教行事であってもわいせつ物陳列罪が適用され得る」と警告し、この年は実際に摘発が行われることは無かったが、渡海紀三朗文部科学大臣は「伝統文化について、警察が判断するのはそぐわない気がする」と岩手県警の警告に疑義を呈する見解を示した。「年々、いかがわしい雰囲気が強くなり、神聖な祭の姿が失われている」「マスコミが押しかけ、伝統的な神聖さが失われている」と嘆く地元民も多く、伝統的な雰囲気を守るためならばある程度の規制は必要、とする意見も年々増している。2008年は後述のポスター掲示問題が発生し、取材者や野次馬が多数押し寄せた。主催者も観客規制するなど様々提案しているが実現していない。
関係者の高齢化や担い手不足の要因から、2024年の開催を最後に終了の予定であることを住職が発表した。2025年から伝統を継承するため護摩祈祷を続けていく方針。

### ポスター掲示問題
2008年の蘇民祭に先駆けて奥州市が作成したポスターは、上半身裸で胸毛の濃い男性が大きく写っているデザインであった。本ポスターについてJR東日本は「駅はいろいろな人が利用する。このポスターのデザインに不快感を持つ人も出てくる可能性は高い」として駅構内の掲示を拒否した。